# 金九齡 (嘉靖進士)
金九齡（1509年—？），字與壽，直隸常州府武進縣人，民籍，明朝政治人物。同进士出身。

## 生平
嘉靖十三年（1534年）甲午科應天府鄉試第四十名舉人，二十三年（1544年）甲辰科三甲106名進士。歷官户部浙江司郎中，三十五年四月因在廷試時私入禁門，被逮下獄，黜为民。隆庆间接替愈汝器任福建邵武府知府。

## 家族
曾祖金洪。祖父金俊。父金環。母杨氏。慈侍下。兄金昪；金星。弟金九成，同科进士；金九皋；金九思。